# Citroën Ami
El Citroën Ami es un automóvil del segmento B fabricado por la empresa francesa Citroën, entre 1961 y 1979. 

## Desarrollo
En 1955, la oferta de Citroën se restringe a tres modelos, el DS, que acaba de ser presentando con gran éxito, el 2 CV, que se vende muy bien, y el Traction Avant, modelo veterano que se mantiene en producción como alternativa asequible al DS. Sin embargo, la empresa sabe que no puede estirar mucho más la vida del Traction Avant y necesita cubrir el enorme hueco que hay entre el económico 2 CV y el lujoso DS.
En realidad, la idea de producir un modelo intermedio no era nueva. En 1953, se había aprobado el proyecto C, destinado a crear un coche más sofisticado que el 2 CV. Entre 1955 aparece el primer prototipo, el C1. Se trata de un monovolumen diseñado por André Lefevre, de líneas redondeadas y gran superficie acristalada —de clara inspiración aeronáutica—, con el eje trasero más estrecho que el delantero. En 1957 se comienza con el segundo prototipo, el C10, que corrige los fallos del C1. Un año más tarde, Lefevre enferma gravemente y las secuelas le impiden continuar. Sus colaboradores acaban el último prototipo, pero sin Lefevre para defenderlo, los jefes de Citroën resuelven cancelar el proyecto y pensar en una idea menos arriesgada. Se considera que el concepto es demasiado futurista y difícil de producir. Se impulsa entonces el proyecto C-60. Flaminio Bertoni diseña una carrocería de tres volúmenes con un declive muy acusado en el capó, sobre el cual sobresale un doble faro, al estilo del futuro Panhard 24 (las compañías eran colaboradoras). El pilar C incorpora el perfil en Z que anticipa el estilo del AMI 6. En cuanto al motor, se piensa en un cuatro cilindros opuestos refrigerado por aire, en versiones de 1100 y 1400 cm³. Además, se contempla que la versión más potente lleve suspensión hidroneumática. Al final, la empresa, con dificultades financieras, decide parar el proyecto por parecerle demasiado costoso. Será sustituido más adelante por el proyecto F.
La cancelación del proyecto C60 no implica que la empresa desista de llenar el hueco que hay en su gama. Citroën es consciente de que necesita un modelo de estilo urbano, más refinado que el 2 CV —creado para satisfacer las necesidades de la Francia rural—. Bercot, patrón de Citroën en la época, impulsa entonces el proyecto de gama media M. Las restricciones presupuestarias condicionan el proyecto. Para abaratar costes se decide emplear la plataforma del 2 CV. Entre los primeros bocetos de Flaminio Bertoni hay un dos volúmenes con portón trasero. Bercot lo rechaza por identificarlo con una furgoneta. No desea que la imagen de la marca se asocie a este tipo de vehículos. Prefiere que sea un tres volúmenes con un amplio maletero y una buena habitabilidad.
El presupuesto ajustado también condiciona la elección del motor. Tres son las propuestas que se ponen sobre la mesa: 
1. un cuatro cilindros opuestos refrigerado por aire, de 950 cm³, resultado de juntar dos motores de 2 CV;
2. aprovechar el dos cilindros opuestos refrigerado por aire de 610 cm³, de origen Panhard, una firma con la que Citroën tiene acuerdos de colaboración;
3. emplear el dos cilindros opuestos refrigerado por aire del 2 CV, pero con la cilindrada aumentada hasta 602 cm³.

Al final se opta por esta última alternativa —ventajosa por no superar el límite de los 3 CV fiscales—, cuyo desarrollo corre a cargo de Walter Becchia, creador del motor original.
Las líneas maestras del proyecto ya están definidas. Bertoni prosigue el diseño intentando interpretarlas. La corta distancia entre ejes de la plataforma base determina la forma del coche. Además, tiene que medir menos de 4 metros. Como se desea que la puerta del maletero sea larga para acceder bien a él y no se quiere comprometer la habitabilidad, queda poco espacio para el pilar C. Para evitar que la luneta trasera esté muy cerca de las cabezas de los pasajeros, Bertoni adopta una ingeniosa solución que ya había ensayado en el C60, invertir su ángulo. El pilar C presenta ahora una silueta en forma de Z que marca estéticamente el modelo. Por otro lado, el AMI 6 debe ser un automóvil liviano, pues a pesar del aumento de potencia respecto al 2 CV, el motor continúa teniendo un rendimiento modesto. El uso de chapa de 0,6 mm reduce el peso de la carrocería, pero la hace más endeble. Buscando aumentar su resistencia, Bertoni crea un doble nervio que recorre todo el lateral de la carrocería, por debajo de las manecillas de las puertas, formando una gruesa banda en relieve que resalta su aspecto. Y el capó presenta una singular combinación de nervios y curvaturas, con especial atención al declive central, muy pronunciado y terminado en forma de visera sobre la calandra.
Hay numerosos detalles de estilo que llaman la atención. En el frontal, destacan los faros rectangulares —forma inédita, hasta la fecha todos son redondos— desarrollados por Cibie, embutidos en un grueso cerco cromado bastante prominente. Por debajo, dos molduras metálicas paralelas y horizontales crean un espacio acanalado en el que se insertan los intermitentes. En la zaga, los intermitentes son redondos, dos a cada lado. Popularmente serán denominados «vasos de yogur».

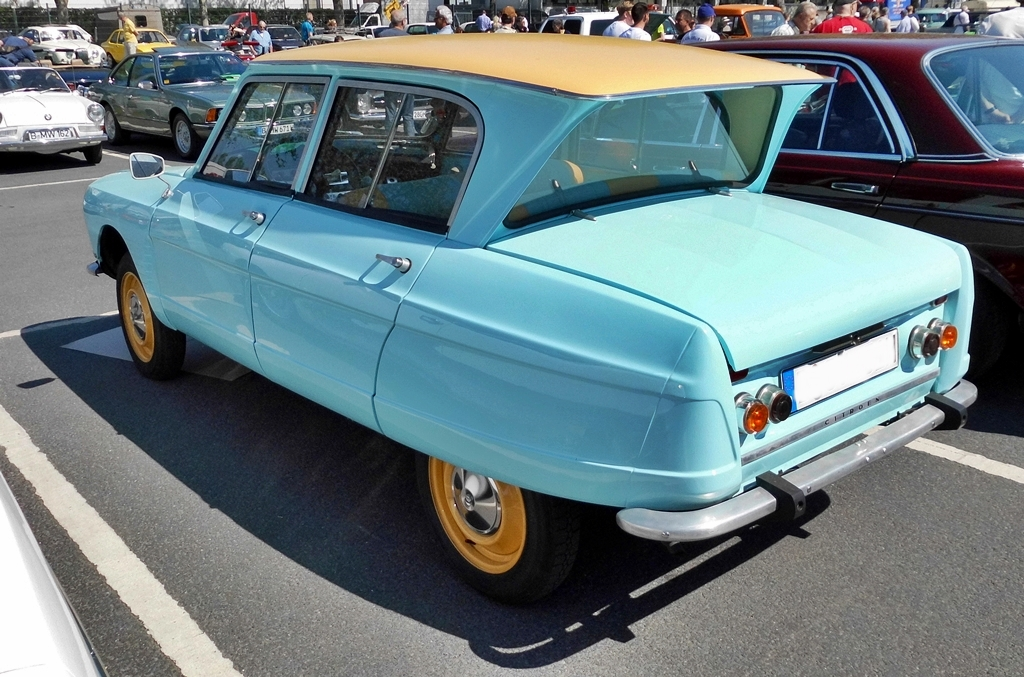
Vista trasera del Citroën Ami 6, con su inconfundible parabrisas posterior a contrapendiente.

En el interior, prima la elegancia. Se piensa en el público femenino, pues cada vez hay más conductoras en Francia. Según Origins, el museo virtual de Citroën, la denominación Ami viene de término inglés Mrs. Esta feminización se nota especialmente en algunos detalles. Los asientos, bien mullidos, lucen bonitos tapizados de colores. Los guarnecidos de las puertas, con botones incrustados, son de material que imita al cuero. Se observa también un acabado dorado en los botones el salpicadero y el pomo de la palanca de marchas. Además, se aprovechan algunos elementos del DS, como los tiradores de las puertas o el volante monorradio.
Finalmente, el Ami 6 se presenta el 1 de abril de 1961. La acogida inicial es algo tibia. Hasta 1963, hay ligeras subidas anuales, pero no se alcanzan las metas propuestas. Existe la percepción de que la línea es un poco rara. Hay intentos de corregir la situación dentro y fuera de la empresa. Heuliez, colaborador habitual de Citroën, realiza por su cuenta una versión familiar con portón trasero que no convence a la marca de los chevrones. Al final, el estancamiento en las ventas obliga a Berzot en 1964 a dar su brazo a torcer. Robert Opron diseña la versión Break de 5 puertas y le da un aire más tradicional. El éxito es inmediato, en 1965 dos de cada tres Ami son Break y en 1966 se convierte en el coche más vendido de Francia.

## Historia

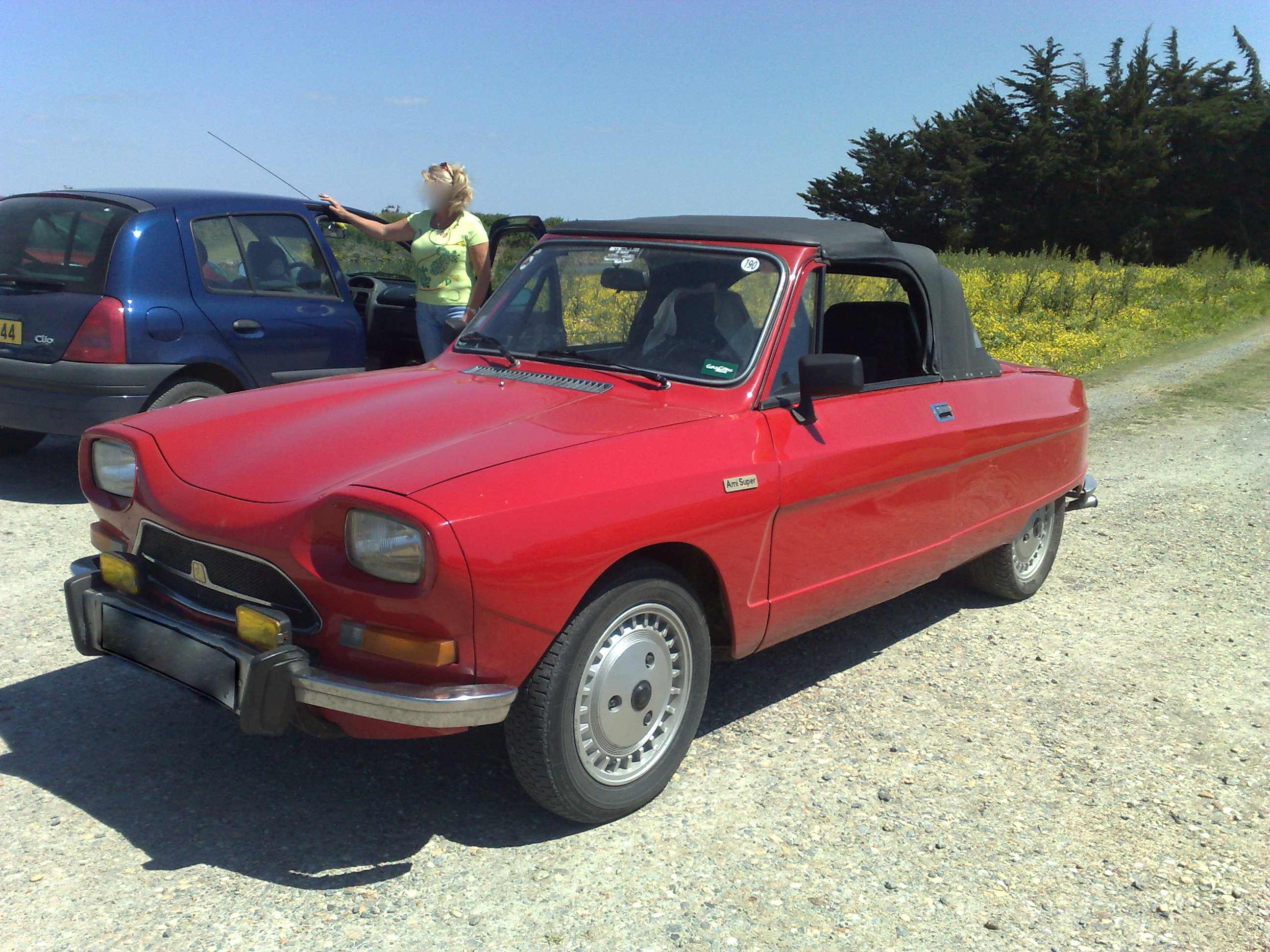
Una rareza: el Citroën Ami Super XC

Entre los años 1961 y 1969 (años de venta del Ami 6 original) se calculan unas ventas totales de 1 039 000 unidades. Hasta 1969 se denominó Citroën Ami 6 y luego Citroën Ami 8. Este último tenía mejoras respecto a la versión inicial Ami 6. También se desarrolló sobre la base del Ami una versión coupé con motor rotativo denominada Ami M-35 (1969-1971) y otra de cuatro cilindros llamada Ami Super (1973-1976).
Además de Francia y España, el Ami también se fabricó en Argentina con la versión 8 desde 1971 hasta 1980, en dos versiones: "Club" y "Elysee" pero únicamente con la carrocería break (familiar). Un total de 48.855 unidades fueron producidas en ese país.

### El Citroën Ami 6 en España
A finales de 1966, Citroën Hispania no consigue que sus ventas despeguen. Desde el inicio de su actividad, 7 años atrás, se ha mantenido fiel a la fórmula de vender exclusivamente el 2 CV, la furgoneta derivada de este modelo y el vehículo comercial Tipo H. La crisis económica  y el aumento de la competencia —Barreiros y Authi se acaban de sumar a Renault y Seat como fabricantes nacionales— complican todavía más la situación. En  1967, la empresa entiende que ha llegado el momento de diversificar la gama. El primer paso de esta estrategia es producir el AMI 6, al que le seguirán el Mehari y el Dyane 6 en 1968.
Los primeros AMI 6 se fabrican exclusivamente en su variante familiar, denominada Break 3 CV en España (por cuestiones de derechos de marca, Citroën tuvo que renunciar a la denominación Ami, pues existía una marca de galletas con ese nombre). Del sedán se traen algunas unidades importadas, casi todas ellas matriculadas en Canarias, que se beneficia de su condición de puerto franco. Los Break 3 CV montan el motor de 602 cc de 20,87 kW (28 CV)  a 5400 rpm y 4,2 mkg de par máximo a 3500 rpm, es decir, el mismo que usa la versión francesa desde 1963. En la prueba de la revista Autopista, se destaca su estabilidad, su fiabilidad y su bajo consumo. En cambio, se critica su equipamiento escaso y su fallos de acabado; según el probador, el coche presenta algunas holguras.
En 1969 aparece el Dynam, una versión mejorada del Break 3 CV a la que se le ha potenciado el motor, que ahora rinde 23,8 kW (32 CV) a 5750 rpm y tiene un par de 4,2 mkg a 3500 rpm. Un carburador Solex 26/35 y un aumento de la compresión explican el aumento de rendimiento. La versión viene con algunas mejoras de equipamiento y compartirá durante algún tiempo catálogo con el Break 3 CV. El modelo, pese a su baja cilindrada, y gracias al aumento de potencia, no desentona frente a otros competidores con motores mayores. En la comparativa de Autopista que lo enfrenta al Renault 6, se defiende bastante bien. Sus prestaciones son parecidas, aunque para ello hay que apurar bastante su motor bicilíndrico , que por debajo de 3000 rpm se muestra bastante perezoso.
En 1970 llega el Ami 8, simplemente 8 o C-8 en España. Es la misma versión que acaba de aparecer en Francia, con su carrocería renovada por Robert Opron, de trazos más limpios y modernos. Se producen los modelos berlina y familiar (esta aparece en 1971). El coche, que monta el mismo motor que el Dynam, viene con una barra estabilizadora que evita balanceos en las curvas cerradas, aunque a costa de volverse subvirador. Para adaptarse al perfil orográfico de España, se acorta el desarrollo, los 21,7 km/h cada 1000 rpm en cuarta marcha pasan a 21,1 km/h en el C-8. Ello permite un mejor aprovechamiento del motor a costa de un ligero aumento de consumo. Todavía en relación con el cambio, el probador de Autopista considera muy grande el salto entre la segunda y la tercera marcha, algo que obliga al conductor a estar muy atento al régimen del motor al pasar de una marcha a otra. El interior es completamente nuevo. Además, monta discos delanteros (aunque con la caja de cambios —antigua torreta trasera— de transmisiones de dobles crucetas y la colocación de pastillas de freno invertidas —pastillas hidráulicas hacia el frente y de emergencia hacia el habitáculo, como en los GS—).
Los nuevos modelos no lograron que Citroën Hispania aumentase significativamente su producción. La empresa siguió estancada durante unos años más. A principios de los setenta, el escenario se complicó: crisis del petróleo, conflictividad laboral, últimos años de la Dictadura española, etc. Asimismo, la difícil situación financiera de la matriz —envuelta en negociaciones a varias bandas para definir su futuro— no ayudó precisamente a despejar los nubarrones. Solo con la llegada del GS (aunque empieza a producirse para la exportación en 1971, es en 1973 cuando se inicia su venta en España)  y la compra de Citroën por parte de Peugeot (1975) se consiguió superar el punto muerto. Pese a todo, la marca de los chevrones continuó produciendo el C-8 hasta 1978.

### El Citroën Ami en Argentina

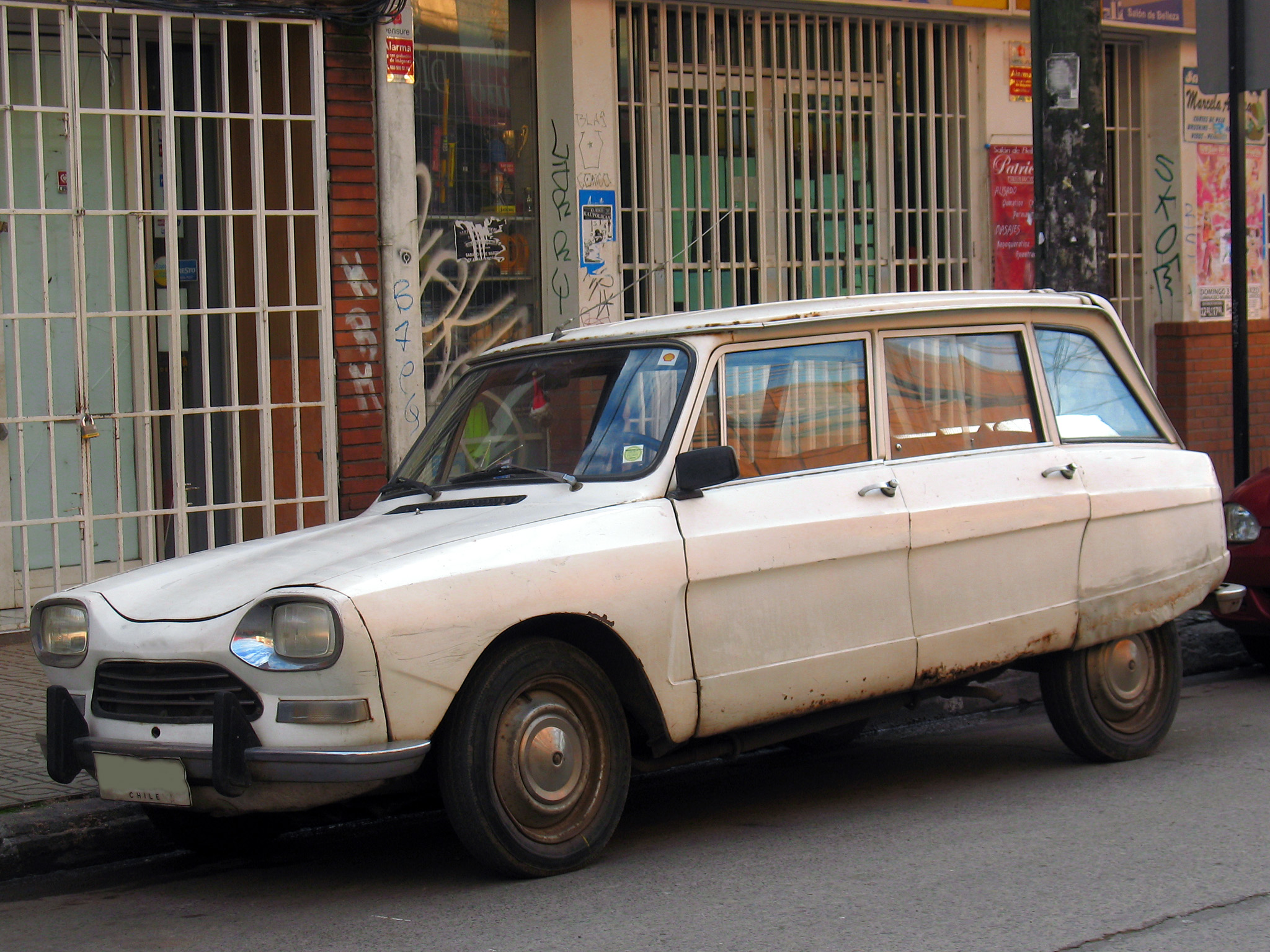
Citroën Ami 8 fabricado en Argentina. Se distingue por las tres líneas cromadas en la calandra y las manijas de las puertas (usadas en el Ami 6 previo).

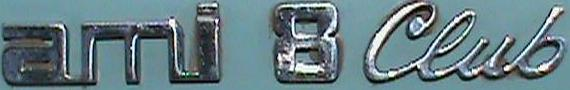
Insignia del Citroën Ami 8 argentino (versión Club)

El Ami 6 en versiones sedan y "rural" (Break) jamás se fabricaron ni se comercializaron oficialmente por la matriz local. En 1970 empezaron a producirse en la fábrica del barrio porteño de Barracas los primeros Ami, ya bajo la denominación Ami 8, modelo que se convirtió en el  Citroën más grande fabricado en la Argentina. Con el motor M28 y una carrocería 150 kilogramos más pesada que el del 3CV (denominación del 2 CV en Argentina), sus principales diferencias radicaban en los tambores de freno (ver más arriba) en vez de discos que portaba originalmente del modelo francés, las manijas de apertura de las puertas que eran las del previo Ami 6 y no las del Ami 8 Europeo y solamente la carrocería Break (no hubo sedan disponible), en dos versiones, Club (básica) y Elysse (más lujosa). Como rasgo estético distintivo, cabe referirse a las tres líneas cromadas que adornaban la calandra.  
Estuvo disponible en los siguientes colores: celeste, azul, amarillo, blanco, naranja, rojo, verde oscuro y marrón (muy popular en los Elysee estos últimos dos). En 1979 se abandonó la producción, con casi 50 000 unidades producidas en 10 años.
| Citroën Ami 8 en Argentina | Citroën Ami 8 en Argentina | Citroën Ami 8 en Argentina | Citroën Ami 8 en Argentina | Citroën Ami 8 en Argentina | Citroën Ami 8 en Argentina | Citroën Ami 8 en Argentina | Citroën Ami 8 en Argentina | Citroën Ami 8 en Argentina | Citroën Ami 8 en Argentina | Citroën Ami 8 en Argentina | Citroën Ami 8 en Argentina |
| Año                        | 1970                       | 1971                       | 1972                       | 1973                       | 1974                       | 1975                       | 1976                       | 1977                       | 1978                       | 1979                       | Total                      |
| -------------------------- | -------------------------- | -------------------------- | -------------------------- | -------------------------- | -------------------------- | -------------------------- | -------------------------- | -------------------------- | -------------------------- | -------------------------- | -------------------------- |
| Vehículos producidos       | 855                        | 5204                       | 6320                       | 6450                       | 6625                       | 6359                       | 5348                       | 5155                       | 2842                       | 3679                       | 48837                      |

## Características

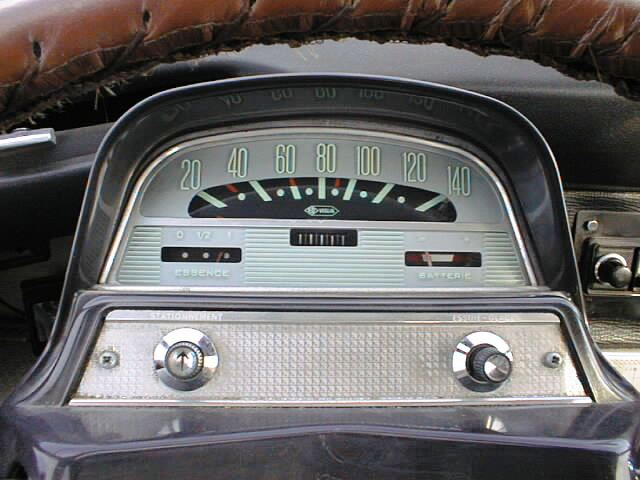
Panel de instrumentos de un Ami6 (instalación eléctrica 12 voltios)

### Motorización
Los Citroën Ami 6 y Ami 8 equipan un motor bóxer de dos cilindros opuestos horizontales, refrigerados por aire, con una capacidad de 602 cc (74 mm x 70 mm), de 4 tiempos y con culatas hemisféricas, camisas intercambiables y válvulas a la cabeza (dos por cilindro).
El Ami 6 equipa el motor tipo M4 cuya relación de compresión es de 7,5/7,75:1 (según versión y año). A partir de 1968, se introdujo el motor tipo M28 de mayor compresión y sumado a un carburador Solex 26/35 de doble cuerpo, situando la potencia en 35 CV a 5750 rpm. Esto le permitía desarrollar una velocidad punta de 123 km/h.
El Ami 8 Super, aparecido en 1973, llevaba un motor de 1015 cc proveniente del Citroën GS que le permitía superar levemente los 140 km/h. Su potencia era de 53,5 CV a 6500 rpm y su par máximo de 6,5 mkg a 3500 rpm. Esta motorización se mostraba mucho más adecuada para las características del coche que la original de 603 cc, cuya potencia era insuficiente para el tráfico de la época, sobre todo en las subidas, donde había que jugar constantemente con el cambio. Lamentablemente, Citroën no comercializó esta versión en todos los países donde estaba presente el modelo.
Como parte de un proyecto experimental que pretendía el desarrollo del motor rotativo, se lanzó en 1969 el modelo M35, para el que  Heuliez creó una llamativa carrocería coupé. Montaba una mecánica monorrotor Wankel de 995 cc, que desarrollaba una potencia de 59 CV a 5500 rpm y un par máximo de 7 mkg a 2745 rpm,  suficiente para alcanzar 144 km/h. Se vendieron a 267 clientes seleccionados, quienes se comprometieron a hacer 30 000 km anuales y seguir un programa de colaboración con Citroën. Los problemas de fiabilidad hicieron que la empresa finalizase el proyecto después de 2 años, haciendo una oferta generosa a los clientes para intentar recuperar los coches.  La mayoría fueron recomprados y posteriormente destruidos. Solo unos pocos se conservan en la actualidad.

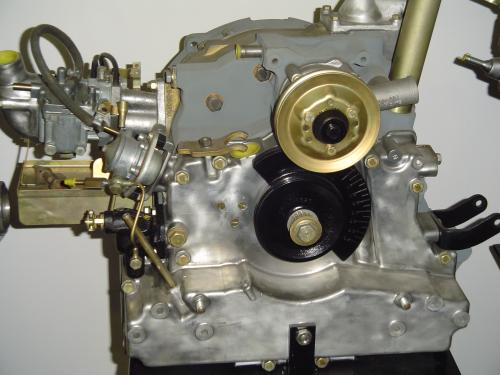
Motor Wankel de un rotor para el M35.

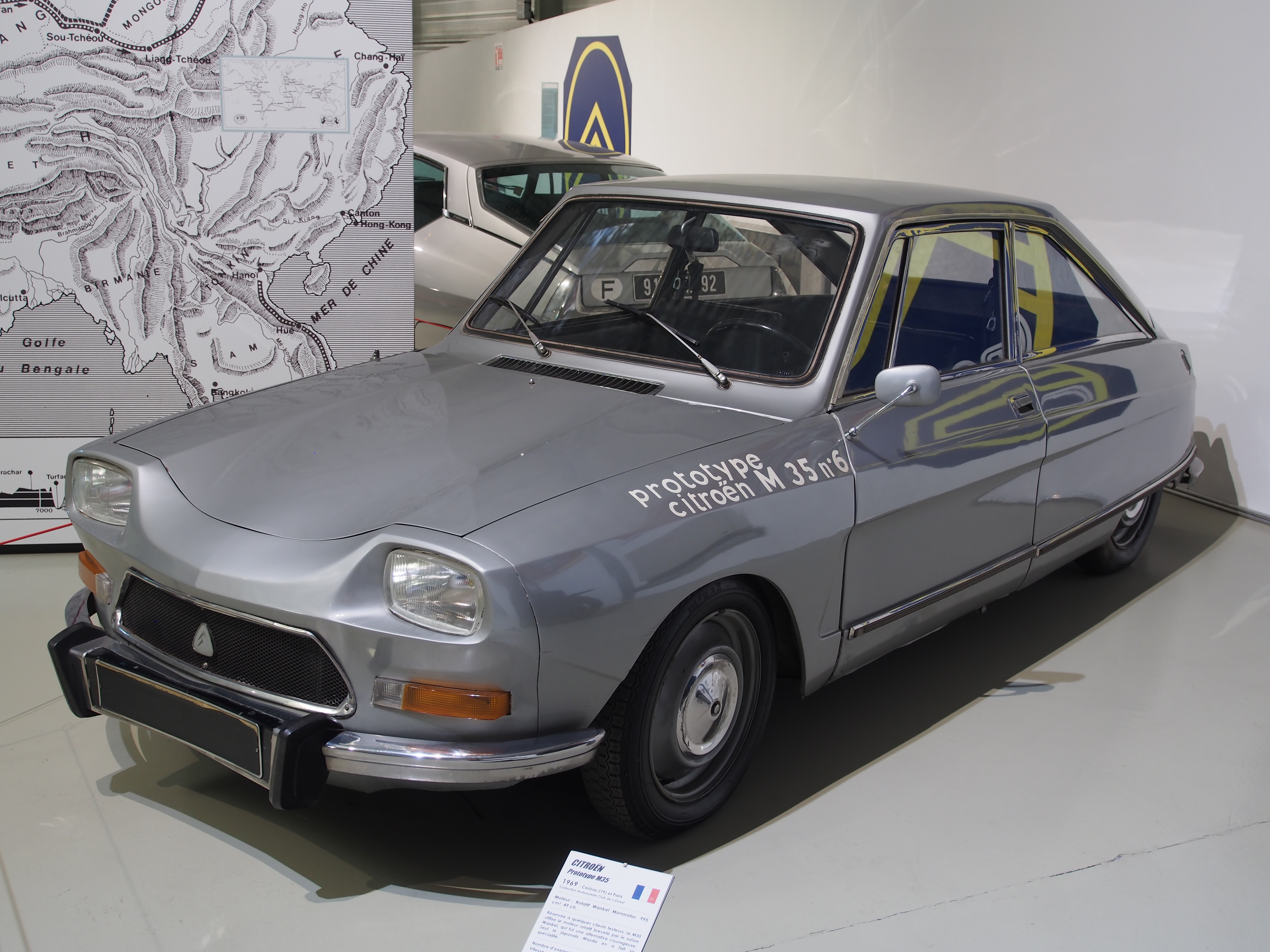
Citroën M35, derivado del Ami con motor rotativo.

La caja de cambios en todos los modelos es de cuatro velocidades hacia adelante, sincronizadas, más una hacia atrás. Las relaciones de caja como el grupo diferencial varían de acuerdo al modelo y al año. En general la versión break posee una transmisión "más corta" en relación con la berlina, pero la diferencia es mínima.

### Dirección
La dirección es de cremallera desmultiplicada y sus frenos son hidráulicos en las cuatro ruedas. Los delanteros fueron de tambor hasta 1968 y se encontraban a la salida del diferencial. Desde 1968, se utilizaron discos en su lugar. Por su parte, los frenos traseros eran de tambor. En Argentina, a pesar de fabricar el Ami 8; se utilizó el sistema de tambores en ambos trenes con los que la superficie total de frenado era de 545 cm².

### Suspensión

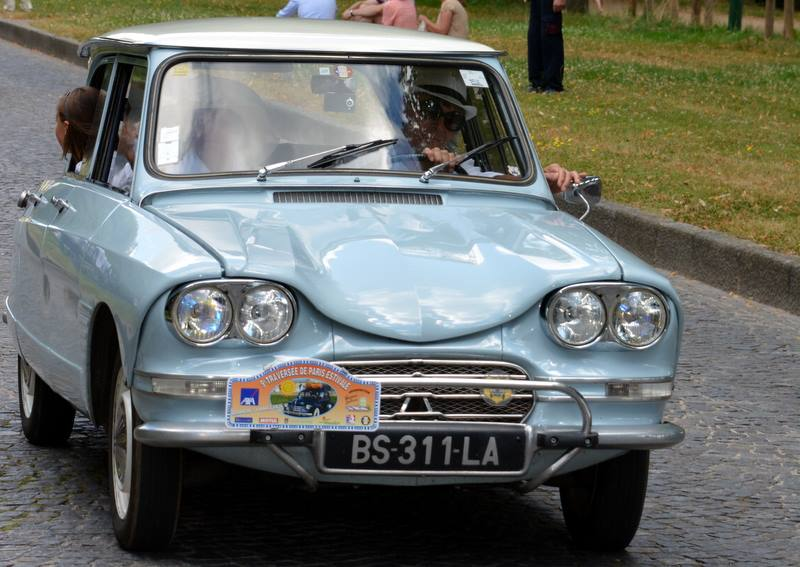
Modelo bifaro de un Ami 6 Club

La suspensión está formada por brazos oscilantes con estabilizadores y muelles en espiral. Cada rueda está controlada inicialmente por un amortiguador de fricción (frotteur) y un batidor (batteur) por cada rueda, amortiguadores que en 1963 fueron sustituidos por amortiguadores hidráulicos de doble efecto. Las suspensión de las cuatro ruedas era independiente y trabajaban por interacción entre las delanteras y traseras. 
Posteriormente, el Ami 8 incorporó además una barra estabilizadora o antirrolido delantera, que aseguraba una mayor estabilidad. El Ami Súper (Ami 8 berlina o Break con motor GS de 1015 cc) iba equipado en la delantera y trasera.

### Sistema eléctrico
El apartado eléctrico, es de 6v en los Ami 6 hasta 1966 y posteriormente de 12v. El Ami 8 está equipado con alternador de 32 Amp., y su batería es de 30 A/h. Los faros son regulables en altura desde el interior y posee lavaparabrisas eléctrico. El depósito de gasolina tiene una capacidad de 25 litros en los Ami 6 y de 32 litros en el Ami 8..

### Pesos
En cuanto al peso del vehículo, el mismo esta en los 620kg para el Ami 6 y 725kg para el Ami 8. Por su parte el consumo se ubica entre los 6,5 a 7,2 litros (según la velocidad media, normas Din), cada 100 km. Los neumáticos tienen 135 mm por 380 mm o 5" por 15".
Un detalle sobresaliente, es que los pilotos de posición e intermitencia delanteros, se embuten en la carrocería ante la mínima presión.

## Versiones

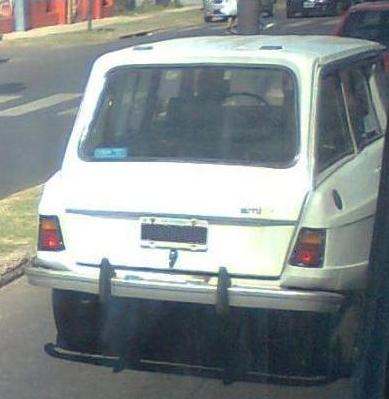
Citroën Ami 8 fabricado en Argentina

Vendido a secas como Ami 8, en 1974 apareció la versión "Club" y para 1978 la "Elysee" que tenía pocas diferencias (otra paleta de colores, volante de diseño más moderno, entre otros). Se dejó de fabricar con el cierre de Citroën Argentina en 1979. Sumó más de
44 000 unidades fabricadas.
Estas son las equivalencias con las versiones francesas:
- Ami 6 berlina: Pocas unidades comercializadas en España (Canarias).
- Ami 6 break modelo antiguo (motor M4): Citroën Break 3cv.
- Ami 6 break modelo nuevo (Motor M28): Citroën Dynam.
- Ami 8 berlina: Citroën 8 o C-8.
- Ami 8 break: Citroën 8 Familiar.

| Cronología del Citroën Ami 6 en Francia |            |                    |       |                |                    |                   |                    |                         |                    |                       |                               |
| Modelo | Carrocería | Código modelo      | Motor | Cilindrada cm³ | PotenciaCV SAE/rpm | Par máximo Nm/rpm | Peso en vacío (kg) | Velocidad máxima (km/h) | Consumo (l/100 km) | Periodo de producción | Precio (en francos franceses) |
| Ami 6 | berlina    | AM                 | M4    | 602            | 21,5/4500          | 39,5/3500         | 640                | 105                     | 6,5                | 04/1961-09/1963       | 6550                          |
| Ami 6 | berlina    | AM                 | M4    | 602            | 25,5/4750          | 40,2/3000         | 660                | 112                     | 6,3                | 09/1963-09/1966       | 6540                          |
| Ami 6 | berlina    | AM                 | M4    | 602            | 27,5/4750          | 43,4/3500         | 660                | 114                     | -                  | 09/1966-09/1967       | -                             |
| Ami 6 | berlina    | AM                 | M4    | 602            | 28/5400            | 43,4/3500         | 660                | 115                     | -                  | 09/1967-03/1968       | 7078                          |
| Ami 6 | berlina    | AM21               | M28   | 602            | 35/5750            | 46,5/3500         | 670                | 120                     | 6,3                | 03/1968-03/1969       | -                             |
| Ami 6 Break | familiar   | AMB1 AMF3 AMC4     | M4    | 602            | 25,5/4750          | 40,2/3000         | 690                | 110                     | 6,5                | 10/1964-09/1966       | 7140                          |
| Ami 6 Break | familiar   | AMB1 AMF3 AMC4     | M4    | 602            | 27,5/4750          | 43,4/3500         | -                  | 112                     | -                  | 09/1966-09/1967       | -                             |
| Ami 6 Break | familiar   | AMB1 AMF3 AMC4     | M4    | 602            | 28/5400            | 43,4/3500         | -                  | 112                     | -                  | 09/1967-03/1968       | 7434                          |
| Ami 6 Break | familiar   | AMB25/AMF26/ AMC27 | M28   | 602            | 35/5750            | 46,5/3500         | 700                | 116                     | 6,5                | 03/1968-03/1969       | -                             |
| Notas: 1El código del modelo era AM2PA solo para la versión Club con carrocería berlina. 2AMB:Break de 4 plazas. También hay que citar la versión Break Club, comercializada desde1967, cuyo código es AMB2PA. 3AMF: Break de 5 plazas o Familiar. 4AMC: Break Comercial. 5AMB2:Break de 4 plazas. 6AMF2: Break de 5 plazas o Familiar. 7AMC2: Break Comercial. |            |                    |       |                |                    |                   |                    |                         |                    |                       |                               |